# Nesopetinus kauaiensis
Nesopetinus kauaiensis är en skalbaggsart som först beskrevs av Blackburn 1885.  Nesopetinus kauaiensis ingår i släktet Nesopetinus och familjen glansbaggar. Inga underarter finns listade i Catalogue of Life.